# James Collens
James Collens (fl. XX secolo) è stato un giocatore di snooker inglese.

## Carriera
Disputò un solo torneo in carriera, l'American Tournament 1907-1908, in cui si posizionò al terzo posto nel girone.

## Risultati
In questa tabella sono riportati i risultati nei tornei di snooker in cui James Collens ha partecipato.
| Competizioni                     | Anni               | Risultati          | Vincite | Century Breaks | Miglior break |
| -------------------------------- | ------------------ | ------------------ | ------- | -------------- | ------------- |
| The American Tournament          | 1907-1908          | 3°                 | £0      | 0              | ?             |
| Totale (The American Tournament) | 1 partecipazione   | 1 partecipazione   | £0      | 0              | ?             |
| Totale carriera                  | 1 torneo disputato | 1 torneo disputato | £0      | 0              | ?             |

## Statistica match[5]
| Competizioni  | Match | Vittorie | Pareggi | Sconfitte | % vittorie |
| ------------- | ----- | -------- | ------- | --------- | ---------- |
| Fase a gironi | 6     | 3        | 0       | 3         | 50%        |
| Totale        | 6     | 3        | 0       | 3         | 50%        |

## Testa a testa[6]
Nella seguente tabella vengono elencati giocatori per numero di sfide contro James Collens.
| N° | Giocatore       | Match | Vittorie | % vittorie |
| -- | --------------- | ----- | -------- | ---------- |
| 1  | Cecil Harverson | 1     | 1        | 100%       |
| 2  | Tom Aiken       | 1     | 1        | 100%       |
| 3  | Edward Diggle   | 1     | 1        | 100%       |
| 4  | Walter Lovejoy  | 1     | 0        | 0%         |
| 5  | Tom Reece       | 1     | 0        | 0%         |
| 6  | Charles Dawson  | 1     | 0        | 0%         |

      Saldo positivo
      Saldo negativo